# Eriopyga marginalis
Eriopyga marginalis är en fjärilsart som beskrevs av William Schaus 1903. Eriopyga marginalis ingår i släktet Eriopyga och familjen nattflyn. Inga underarter finns listade i Catalogue of Life.